# Cillibus blackburni
Cillibus blackburni là một loài bọ cánh cứng trong họ Tenebrionidae. Loài này được Macleay miêu tả khoa học năm 1888.